# The Law and His Son
The Law and His Son è un cortometraggio muto del 1913 diretto da Anthony O'Sullivan.

## Produzione
Il film fu prodotto dalla Biograph Company.

## Distribuzione
Distribuito dalla General Film Company, il film - un cortometraggio in una bobina - uscì nelle sale cinematografiche degli Stati Uniti il 22 settembre 1913.

### Conservazione
Non si conoscono copie ancora esistenti della pellicola che viene considerata presumibilmente perduta.